# サントリーホール
サントリーホール（Suntory Hall）は、東京都港区赤坂一丁目にあるコンサートホール。アークヒルズの一画に1986年10月12日に開館した。敷地は森ビルが、建物は森ビルとサントリーホールディングスが所有し、公益財団法人サントリー芸術財団が運営する。

## 概要

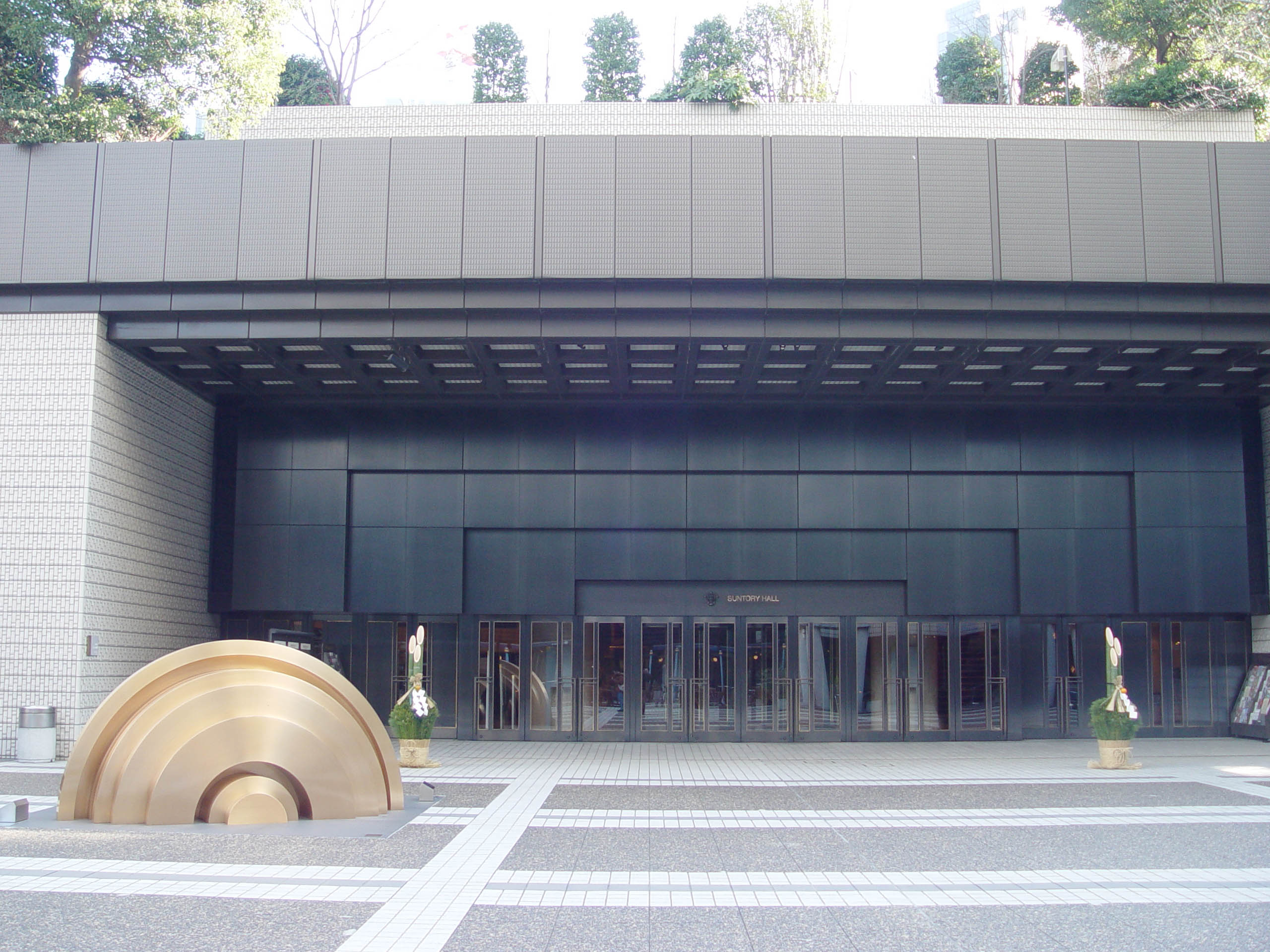
建物正面

1986年秋に開館したクラシック音楽専門のホール。多くの来日オーケストラや著名なソリストの東京圏に於ける公演が行われている。
サントリーの社長だった佐治敬三はクラシック音楽のファンで、東京初のクラシック音楽専門ホールをつくることが夢だった。日本ではシューボックス（靴箱）形式のコンサートホールが一般的だったが、指揮者ヘルベルト・フォン・カラヤンの勧めもあり、日本で初めてヴィンヤード形式を採用した。
「ホール・オペラ」という独自のオペラ上演形態（本格的な舞台装置や照明は用いずに演奏する方式で、基本的には一般に「演奏会形式」と呼ばれている上演方式の一種）を生み出すなど、開館以来日本のクラシック音楽業界を牽引し続けているホールの一つである。
東京シティ・フィルハーモニック管弦楽団を除くすべての在京プロ・オーケストラが、ここで定期演奏会を行う。
クラシック専用設計であり、拡声された音より生楽器の音が響きすぎるという欠点もあるが、他のジャンルの演奏会が開催される事もある。
2007年4月2日から同8月31日まで改修工事のため休館し、2007年9月1日にリニューアルオープン。ユニバーサルデザイン対応（後述）や座席などの改修が行われた。それに合わせ佐治信忠（サントリー代表取締役社長）に代わり佐治敬三の娘婿でチェリストの堤剛が館長に就任した。
2013年8月から2014年9月まで、休館日と夜間に天井耐震化工事を実施し、国土交通大臣特定天井認定の国内第1号を取得した。
2017年2月1日から7ヶ月間、3度目の大規模改修工事で客席・舞台・照明のLED化・エントランス・大ホール1、2階客席用のエレベーター新設の改修を行い、同年9月1日にリニューアルオープン。
2022年4月4日から5月2日の間にも改修工事を実施した。

## 施設

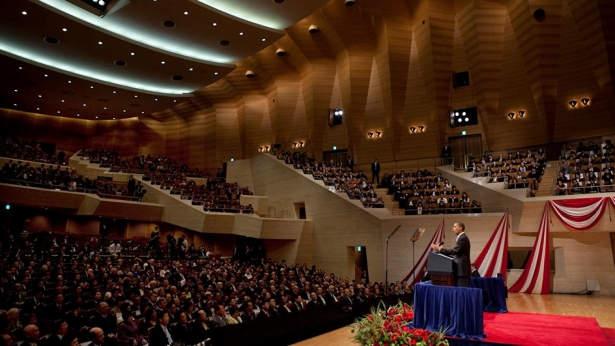
2009年11月、大ホールで講演するバラク・オバマ

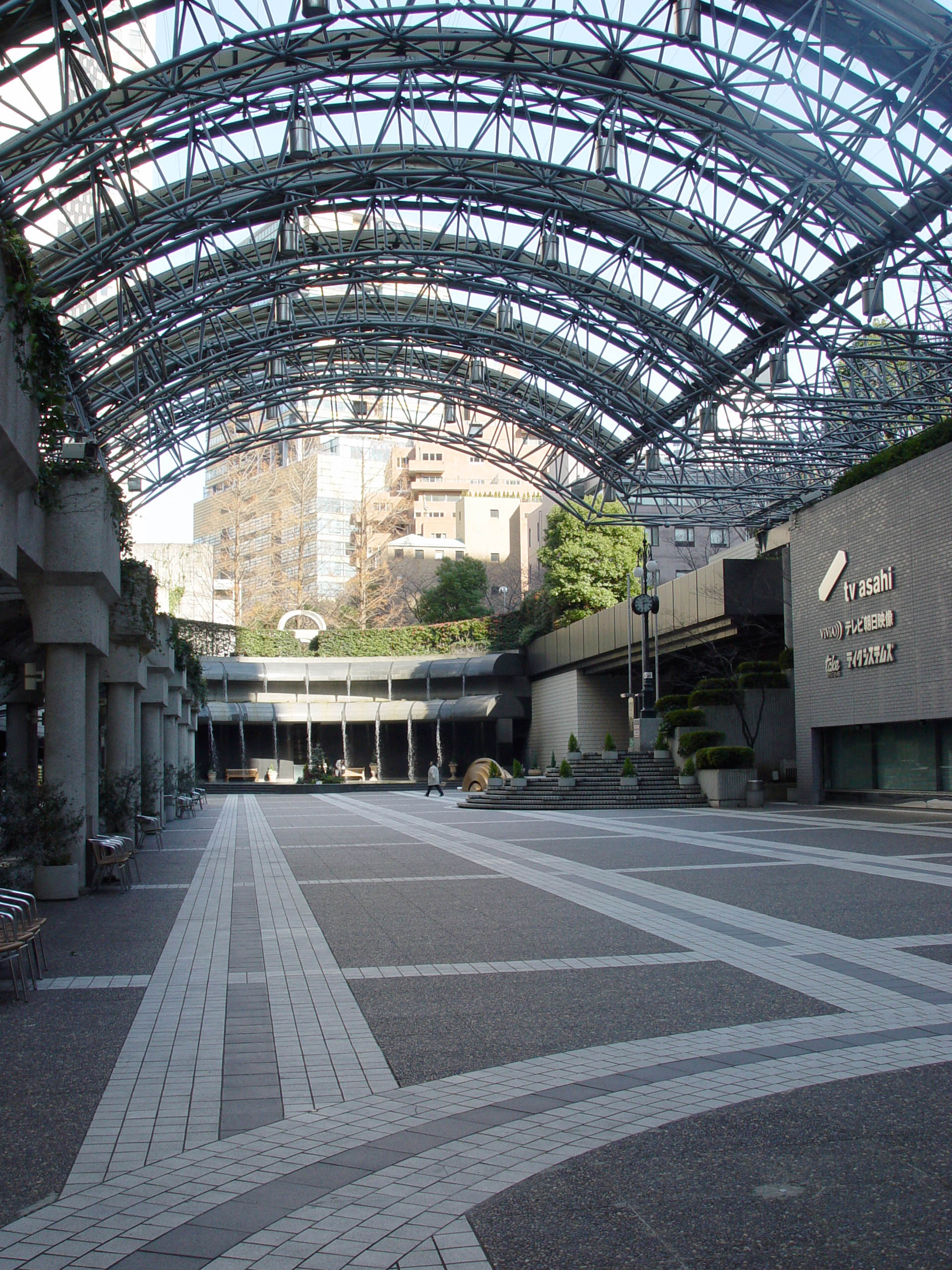
アークカラヤン広場

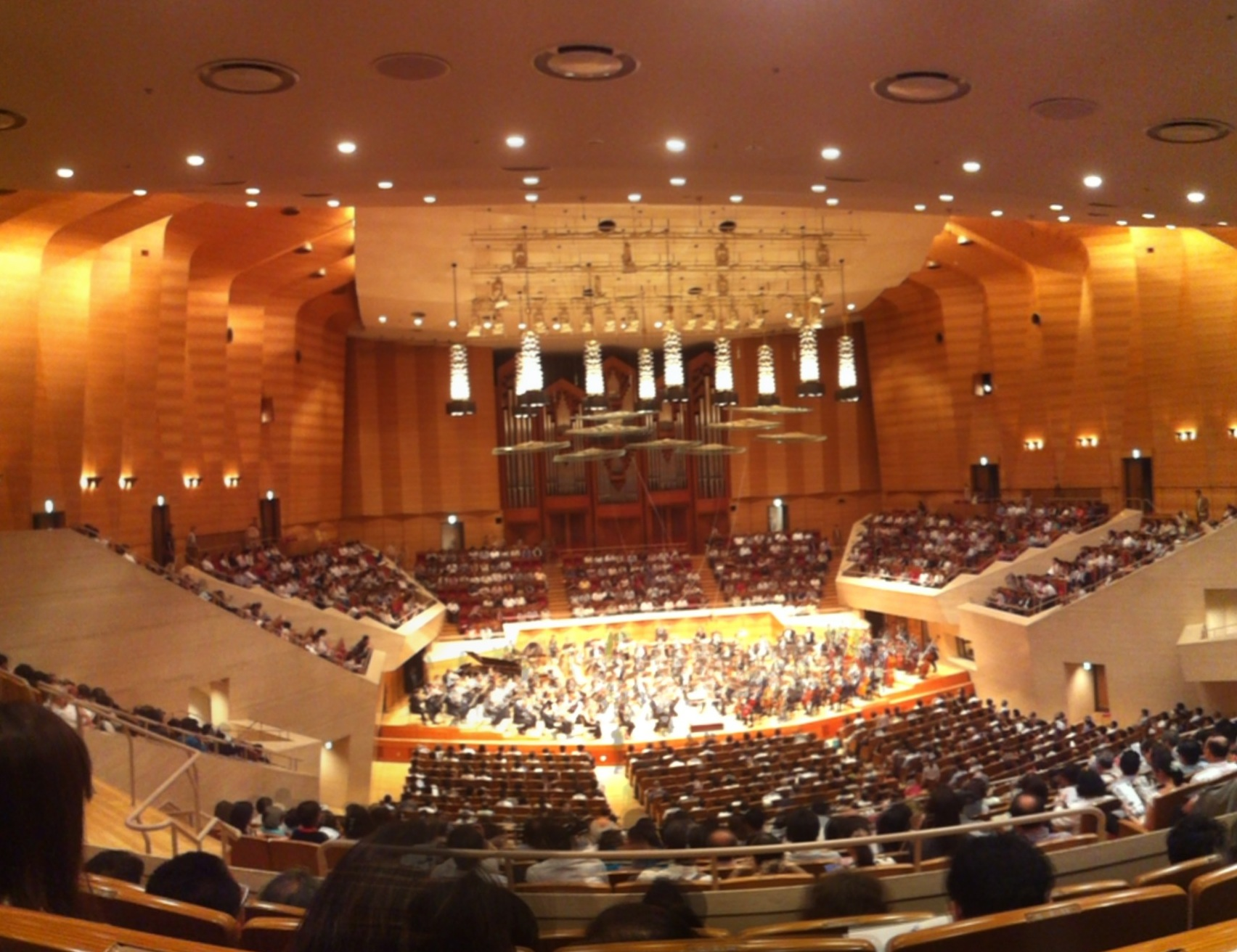
大ホール
客席数は2,006席（1階：858席、2階：1,148席）。クラシック音楽の演奏のためのコンサートホールとして設計された。舞台後ろにもP席と呼ばれる客席があり、客席全体が舞台を囲むような形（ヴィンヤード形式の中でもアリーナ形式と呼ばれる）となっている。これは、ホール建設にあたりドイツの同形式のコンサートホールを参考にしており、指揮者ヘルベルト・フォン・カラヤンの助言も参考にされている。ホール形式（ヴィンヤード形式）の決定は、カラヤンの助言を受けた佐治敬三がその場で発した「ほな、そうしましょ」の一言で決まった。
4段手鍵盤とペダル鍵盤、ストップ数74、パイプ数5,898本を有する世界最大級のパイプオルガンはオーストリアの名門リーガー社製。設計当初、パイプオルガンを設置する計画はなかったが、カラヤンから「オルガンのないホールというのは、家具のない家のようなもの」とのアドバイスを受け、設置が決定した。なお、参考とされたベルリン・フィルハーモニーでは、オルガンの位置に失敗した経験から、ここでは現在の位置に設けられた。
小ホール
客席数は、384 or 432名（演奏会標準）。リサイタルや室内楽の演奏を想定して設計された。舞台は昇降式でフラットなフロアにする事もでき、大ホールのレセプションなどに使われることもある。
2007年9月1日のリニューアルオープンに合わせ、「ブルーローズ」という名称が与えられた。
ユニバーサルデザイン対応
2007年9月1日のリニューアルオープンにより、ホワイエにスロープや昇降機を設置するなど、車椅子のまま正面玄関から直接大ホール1階客席にたどり着けるようになった他、車椅子からの乗り移りがしやすい座席の導入、オストメイト対応の多機能トイレ6基も新たに設置するなどといったバリアフリー強化が図られている。
2017年の改修工事では、大ホール1、2階客席用のエレベーター新設、1階ホワイエのスロープ増設などを実施した。
その他
大ホールの舞台裏にはリハーサル室、ホワイエにはシャンデリア、ギフトショップ、バー&ドリンクコーナーなどがある。エントランス上部にはパイプオルゴールが仕込まれ、正午と開場時に音楽を奏でる。建物の前の広場はホールの設計にアドバイスを与えたヘルベルト・フォン・カラヤンの名に因んで「アーク・カラヤン広場」と名付けられている。建物の屋上は緑化され、アークガーデンの一部を構成している。

## 設計・施工
建築設計安井建築設計事務所・入江三宅設計事務所
音響設計永田音響設計
施工鹿島建設

## 所在地・アクセス
所在地
- 東京都港区赤坂一丁目13番1号
- 北緯35度40分00秒 東経139度44分29秒 / 北緯35.66667度 東経139.74139度 - 世界測地系
- 北緯35度39分48秒 東経139度44分41秒 / 北緯35.66333度 東経139.74472度 - 日本測地系

アクセス
- 東京メトロ南北線で六本木一丁目駅下車、徒歩約5分
- 東京メトロ（銀座線・南北線）溜池山王駅下車、徒歩7～10分
- 都営バス01系統（渋谷駅前～新橋駅前）の赤坂アークヒルズ前から徒歩約2分